# アンパンマンのOVA作品の登場人物一覧
アンパンマンのOVA作品の登場人物一覧では、テレビアニメ『それいけ!アンパンマン』のOVA作品に登場するキャラクターについて解説する。
『それいけ!アンパンマン』にも共通して登場するキャラクターについてはアンパンマンの登場人物一覧を参照されたい。

## 概要
「アンパンマン」のOVA作品は、本来の主な視聴者となる乳幼児を対象にした知育教材としての要素を含んだものが主であり、世界観や既存のキャラクター・舞台の設定に変更が加えられている場合が多い。その最たる例の一つとして「人間キャラクターの存在」が挙げられ、公式で「アンパンマンワールドに人間はいない」とされている一方で、一部のOVA作品には人間の男の子や女の子が登場している。
なお、OVAでは全ての作品に登場するのはアンパンマンとばいきんまんのみとなっており、テレビアニメでは必ず登場しているジャムおじさん、バタコさん、チーズが登場しない作品が存在している。

## てれびっこ「からだのなかの大冒険」
いぶくろ大王
声 - 永井一郎
性別 - 男
アンパンマン達が入った人体模型の胃に住んでいる顔が胃袋の王様。全ての人間の胃袋に住んでいると言われ、その人々の事をよく知っているという。胃袋の中にいたアンパンマン達を黴菌扱いしたが和解する。体の仕組みについて視聴者にクイズを出した後、アンパンマン達を肺へワープさせた。
ハート姫
声 - 横沢啓子
性別 - 女
人体模型の心臓にある『ハートの城』のお姫様。顔がハートマーク。争いを好まない優しい性格。心臓や血液型について視聴者にクイズを出した後、アンパンマン達を脳へ送った。

## えいごであそぼうシリーズ

### えいごであそぼう1
トム
性別 - 男
アルファベットの世界に住む、青い髪をした外国人の少年でスーザンの兄。アンパンマンとばいきんまんに自己紹介をし名前を尋ねる。家族はスーザンの他に父、母、祖父、祖母がいる。母の事を「my mother」とあまり一般的でない呼称で呼ぶ。
スーザン
性別 - 女
紫色の髪をした外国人の少女でトムの妹。アイスを食べようとしていたばいきんまんに自己紹介をし名前を尋ねる。

## いっしょにおべんきょうシリーズ

### お花畑でおべんとう たのしいサイクリング
リカちゃん
声 - 井上喜久子
性別 - 女
アンパンマンとばいきんまんが出会った、町からやって来た人間の女の子。帽子を拾ってあげたばいきんまんは思わず彼女に一目惚れする。アンパンマン、ばいきんまんと一緒にサイクリングを楽しんだ。
ひろしくん
声 - 小島悠理
性別 - 男
水飲み場の列に並んでいた男の子。リカちゃんと同じ幼稚園に通っているが、何故か彼女は列に並んでいるどの子が彼か分からなかった。
はる子
声 - 渡辺由利子
性別 - 女
なつお
性別 - 男
あき子
性別 - 女
ひろしくんと同じく水飲み場の列に並んでいた子供達。

### アイスだ!すいかだ!うきうき海水浴!
ユキちゃん
声 - 水谷優子
性別 - 女
同じ幼稚園に通う園児達（声 - 小野寺啓子、西原久美子）と海水浴に来ていた人間の女の子。水を怖がっていたばいきんまんに浮き袋を貸してあげた事で仲良くなる。最後はばいきんまんに貝殻をプレゼントし別れを告げた。

### ピエロとどうぶつ わくわくサーカス
ピエロ
声 - 坂東尚樹、山崎たくみ
性別 - 男
サーカスの進行係や盛り上げ役を担当するピエロ達。
リエちゃん
声 - 西原久美子
性別 - 女
サーカス団員の女の子。空中ブランコを披露した。動物達の世話もしている。彼女に好意を抱いたばいきんまんが花束をプレゼントした事で仲良くなった。
先生
声 - 山崎たくみ
性別 - 男
ジャムおじさんに「もしクラスメートの名前が全員『ばいきんまん』だったらどうなる?』と尋ねられたばいきんまんの想像シーンに登場した学校の先生。

### 雪だ!スキーだ!みんなですべろう!
マリちゃん
声 - こおろぎさとみ
性別 - 女
スキー場でスキーをしていた女の子。初心者で上手く滑れなかったため、アンパンマンと一緒に上級者のばいきんまんにスキーを教わった。

## クリスマスだ！みんな集まれ
本作品オリジナルキャラクターではないが、本作品のみのSLマン声優が千田光男になっていた。
かまこちゃん
声 - 不明
性別 - 女
かまめしどんに似た女の子で顔は彼と同じく釜となっている。

## うたってあそぼう♪ ようちえんはたのしいな
本作品の登場人物の園児、園長は人間である。
さとう よしお
声 - 佐藤ゆうこ
性別 - 男
「アンパンマンようちえん」に通う男の子。将来の夢は力士。
やまだ じろう
声 - 松本さち
性別 - 男
自分の上履きと、ともこの上履きを間違えてしまう。
かわぐち ともこ
声 - 川上とも子
性別 - 女
茶色のロングヘアの女の子。
すずき としお
声 - 松本さち
性別 - 男
体にシールを何枚も貼り付けてふざけていたばいきんまんを注意する。
もりた めぐみ
声 - 川上とも子
性別 - 女
シールを欲張って3枚も使おうとしたとしおを注意する。
いしかわ みのる
声 - 佐藤ゆうこ
性別 - 男
ばいきんまんと輪投げ遊びで対決する。
あおき えりこ
声 - 浅野まゆみ
性別 - 女

たなか まこと
声 - くまいもとこ
性別 - 男

ささき ゆうこ
声 - 星野千寿子
性別 - 女

みやもと あかね
声 - 浅野まゆみ
性別 - 女

おおした はなこ
声 - 星野千寿子
性別 - 女

こじま まさる
声 - くまいもとこ
性別 - 男

園長先生
性別 - 女
「アンパンマンようちえん」の園長。朝礼で園児達に風邪の予防を呼びかける。

## おうたとてあそびたのしいねシリーズ
ジョン
声 - 置鮎龍太郎
性別 - 男
すずきとしおが飼っている犬で、雨が降った時に音楽の館に行ってしゃべり出した。
おんぷくん（おんぷまん）
性別 - 男
みんなに歌とおゆうぎを教える3人組。
水色おんぷくん（水色おんぷまん）
声 - 水田わさび
黄おんぷくん（黄おんぷまん）
声 - 白鳥由里
ピンクおんぷくん（ピンクおんぷまん）
声 - 佐藤ゆうこ
まこと
声 - くまいもとこ
性別 - 男
えりこ
声 - 倉田雅世
性別 - 女
よしお
声 - 佐藤智恵
性別 - 男
めぐみ
声 - 川上とも子
性別 - 女
あかね
声 - 浅野まゆみ
性別 - 女
くるくるくるちゃん
声 - 田村ゆかり
性別 - 女
おんぷまん達と一緒に音楽の館で歌とおゆうぎを教えていた。

## アンパンマンとはじめよう!シリーズ

### 勇気りんりん！A・B・C
アルプー
声 - テリー・オサダ
性別 - 男
目が「a」の形になっている、赤い帽子と服の男の子。「アルファベータ」という島にベータンと共に暮らしている。ベータンと比べて勇敢な性格。英語で会話するため基本的にアンパンマンが通訳を担当する。
ベータン
声 - ルミコ・バーンス
性別 - 男
目が「b」の形になっている、青い帽子と服の男の子。アルプーと比べてかなり怖がりな性格。英語で会話するためアンパンマンが通訳を担当する。アルプーとベータンは「あそぼうABC」にも登場する。

### あそぼうABC
メイド
声 - ヘレン・モリソン、美和ガードナー
性別 - 女
アルファベータのお城に仕えている7人のメイド達。ブリムにはそれぞれ異なる曜日の英単語が書かれている。掃除や洗濯、料理が大好き。家事を手伝ってくれたお礼にアンパンマン達に『ひかるたま』をプレゼントする。
チューリップ
声 - デイビット・ニール、ヘレン・モリソン、デイビット・オルソン、美和ガードナー
性別 - 不明
8色のチューリップの集団。アルファベータの庭園に咲いている。メロンパンナと一緒に童謡『チューリップ』の替え歌を歌った。

### かぞえよう 1・2・3
羊
性別 - 不明
夢の世界の牧場で飼育されているヒツジ。空を自在に飛ぶ事ができ、アンパンマン達をかびるんるんから守るなど大活躍を見せる。
黒い羊
性別 - 不明
黒い毛に覆われた獰猛なヒツジ。空から落ちて来たばいきんまんを乗せて何処かへと拉致してしまう。最後は集団で現れ、夢の世界から脱出し損ねたばいきんまんを襲った。
星の木
声 - 松本美和（2つの星）、桃森すもも（5つの星）
性別 - 女
星の形をした「星の実」がなる木の集団。実っている実の数がそれぞれ大きく異なる。実を欲しがっていたドキンちゃんに数に関するクイズを出題する。実はそのまま食べる事ができ美味らしい。
ノネズミ六兄弟
数字の駅に住み着いているノネズミ達。それぞれ異なる色と数字が書かれた服を着ている。星の実が大好物。
1のネズミ
声 - 小平有希
性別 - 男
2のネズミ
声 - 梅田貴公美
性別 - 男
3のネズミ
声 - 福圓美里
性別 - 男
4のネズミ
声 - 近藤玲子
性別 - 男
黒い羊に攫われたばいきんまんの行方を知っていた。居場所を教える代わりにアンパンマン達が持っていた星の実を要求する。
5のネズミ
声 - 瀬那歩美
性別 - 男
6のネズミ
声 - ゆきじ
性別 - 男
少々意地悪な性格で、数字の「4」と「6」を間違えたクリームパンダにアカンベーをしていた。

### わかるかな いろ・かたち
ピラミッドの壁
声 - 江川央生（1問目）、後藤史彦（2問目）、稲田徹（3問目）
性別 - 男
不思議な地図の世界にあるピラミッドの主。アンパンマンやカバオくん達をピラミッドの中に閉じ込めようとする。物の大小に関するクイズを出題し、アンパンマン、ネコ美、ちびぞうくん、カバオくんの順に解放した。
ひゅう〜鳥
声 - 川村万梨阿
性別 - 不明
カラフルな色をしたクジャクのような鳥。谷を渡ろうとしたアンパンマン達の前に現れ、正しい順番で色や図形の飛び石を渡って行くよう伝える。
色オバケ
モノトーン調の世界に突如現れたお化けの集団。アンパンマン達に混色に関するクイズを出す。正解すると景色に溶け込み、それまで色味のなかった部分が体色に相当する色に塗られていく。様々な色の個体がいる。
赤オバケ
声 - 近藤玲子
性別 - 男
青オバケ
声 - 森田ちあき
性別 - 男
黄オバケ
声 - 渡辺明乃
性別 - 男
白オバケ
声 - 門脇舞
性別 - 男
まっくろオバケ
性別 - 男
バイキンUFOの掃除機に吸い込まれ、全員が混ざった影響で体色が黒くなり巨大化してしまった色オバケ。色が付いた世界が再びモノトーン調に戻ってしまうが、アンパンマンがばいきんまんとドキンちゃんをやっつけたため、無事に元通りになった。
なお、映画『ぼくらはヒーロー - カレーパンマンとまほうのふで（Aパート）』に同名のキャラクターが登場するが、無関係である。

### ひらがなであそぼう
50音の門
声 - 島香裕
性別 - 男
「ひらがなの国」を守っている門の男性。扉部分には平仮名の50音表が貼られており、ばいきんまんとドキンちゃんに平仮名のパネルを取られてしまったため、アンパンマンとクリームパンダに助けを求めた。
ウサギバスの運転手（ウサギバスのうんてんしゅ）
声 - 高木渉
性別 - 男
ひらがなの国の住人。頭に「う」の付く友達が行方不明になったため、ウサギ型のマイクロバスに乗って捜索していた。
たぬきくん
声 - 佐藤ゆうこ、後藤史彦（タコ変身時）
性別 - 男
タコに変身していたタヌキの男の子。アンパンマン達に「た」の付くものを挙げさせると、自身に墨を掛けて正体を明かした。
あいうえおくん
性別 - 男
目が「あ」の形になっている人間の男の子。かきくけこちゃんの友達。
たちつてとうちゃん
性別 - 男
目が「た」の形になっている人間の男性。
やいゆえよちゃん
性別 - 女
目が「や」の形になっている歌が好きな人間の女の子。ひらがなの国の門に欠けていた「ほ」の字のパネルを拾う。

### 元気100倍! みんなの1にち
ウサギくん
声 - 高木礼子
性別 - 男
ピョン吉、ウサおによく似た帽子をかぶった男の子。留守中の母親に代わって彼の様子を見に来たアンパンマンやメロンパンナ達と一緒に一日を過ごす。少し恥ずかしがり屋で挨拶が苦手。

### 勇気りんりん! みんなの1にち
ネコくん
声 - 佐藤ゆうこ
性別 - 男
ネコの幼稚園児。慌て者だが間違いをすぐに正すなどよく気が付く性格。ばいきんまんが食べようとしていた食パンを先に取った事で彼を怒らせたため襲われてしまうが、駆け付けたアンパンマンとしょくぱんまんによって救出された。
カバくん
声 - 加藤英美里
性別 - 男
カバオくんによく似た幼稚園児。勝手にウサギちゃんのシャベルを使って砂遊びを始めたため、彼女を泣かせてしまったが、すぐに仲直りできた。
ウサギちゃん
声 - 野中藍
性別 - 女
ウサ子によく似た幼稚園児。カバくんにシャベルを勝手に使われたため泣いてしまったが、すぐに仲直りし一緒に砂遊びを楽しんだ。
ゾウちゃん
声 - 梅田貴公美
性別 - 女
体がピンク色のゾウの幼稚園児。
タヌキくん
声 - 松本美和
性別 - 男
タヌキの幼稚園児。「ひらがなであそぼう」のたぬきくんとは別人。
サルちゃん
声 - 門脇舞
性別 - 女
サルの幼稚園児。
キツネ先生
声 - 渡辺美佐
性別 - 女
幼稚園の優しい先生。ネコくんがモオさんの運転する車に轢かれそうになった事をきっかけに、交通安全教室を行う事を提案する。

### 元気100倍! おゆうぎしようね
あかちゃんぞう
声 - まるたまり
性別 - 男
あかちゃんうさぎ
声 - 前田愛
性別 - 女
以上の2人は友達のあかちゃんまんと共にパン工場で子守をして貰い、その後アンパンマン達と屋外で手遊び歌を楽しむ。

### まねっこダンス
ウチュウジン
声 - 野中藍
赤いクラゲのような宇宙人。宇宙旅行をしていたアンパンマン、クリームパンダと一緒にダンスをする。パ行でしか話せないがアンパンマンには言葉の意味が通じていた。

### アンパンマンエクササイズ
ブタちゃん
声 - 佐藤ゆうこ
性別 - 女
ブタおによく似た女の子。
タヌキくん
声 - 小林由美子
性別 - 男
「勇気りんりん! みんなの1にち」のタヌキくんとは別人。
子供たち
声 - 田中繭子、奥原望、牧野由布子
性別 - 男、女
ブタちゃんやタヌキくんと共に、アンパンマン達に倣ってエクササイズを踊る。カバオくんによく似た女の子やネコ美によく似た男の子などがいる。